# Argoptochus lukjanovitshi
Argoptochus lukjanovitshi — вид долгоносиков-скосарей из подсемейства Entiminae. Видовое название дано в честь советского энтомолога Фёдора Константиновича Лукьяновича (1904—1942).

## Распространение
Распространён в России и на Украине.

## Описание
Жук длиной 3—3,5 мм. Чешуйки густые, серебристо-коричневого цвета, с оранжевым или розоватым отливом, темя и диск переднеспинки коричневатые, на надкрыльях пять коричневатых пятен вдоль шва, часто слитых и, кроме того, по мазку над плечами и за серединой. Ноги и усики ржаво-красные. Рукоять усиков почти прямая, усиковые бороздки расположены чуть сбоку головотрубки, сзади ограничены не резко. Головотрубка заметно длиннее расстояния между глазами. Надкрылья у самок взуты на боках, у самцов удлинённо яйцевидные.

## Экология
Взрослого жука можно встретить на змееголовнике Рюйша (Dracocephalum ruyschiana).